# Streptopyx tamaninii
Streptopyx tamaninii är en insektsart som beskrevs av Rauno E. Linnavuori 1958. Streptopyx tamaninii ingår i släktet Streptopyx och familjen dvärgstritar. Inga underarter finns listade i Catalogue of Life.